# Daiana Mureșan
Daiana Mureșan (n. 6 iulie 1990, Năsăud, România) este o jucătoare română de volei. Are 1,91 m și joacă pe poziția de atacant. Are 73 de selecții în echipa națională a României.

## Cluburi
| Club                    | Din       | Până la   |
| ----------------------- | --------- | --------- |
| CSU Metal Galați        | 2004-2005 | 2009-2010 |
| AZS Białystok           | 2010-2011 | 2010-2011 |
| Volei 2002 Forlì        | 2011-2012 | 2011-2012 |
| Robursport Volei Pesaro | 2012-2013 | 2012-2013 |
| Pallavolo Ornavasso     | 2013-2014 | 2013-2014 |
| Pallavolo Scandicci     | 2014-2015 | 2014-2015 |
| Budowlani Łódź          | 2015-2016 | ...       |

## Lista
- Campionatul din România
  - Câștigătoare: 2008, 2009, 2010.
- Cupa României
  - Câștigătoare: 2008, 2009.